# 巴里切拉
巴里切拉是意大利艾米利亚-罗马涅大区博洛尼亚省的一个镇，距离大区首府博洛尼亚约28公里。